# Joaquín
Joaquín – auch Joaquin geschrieben – ist ein spanischer männlicher Vorname. Die deutsche Form des Namens ist Joachim; zur Herkunft und Bedeutung des Namens siehe hier.

## Namensträger

### Künstlername
- Joaquín (Fußballspieler, 1956) (Joaquín Alonso González; * 1956), spanischer Fußballspieler, Spieler von Sporting Gijón
- Joaquín (Fußballspieler, 1981) (Joaquín Sánchez Rodríguez; * 1981), spanischer Fußballspieler, u. a. bei Betis Sevilla und beim FC Valencia

### Vorname
- Joaquín Almunia (* 1948), spanischer Politiker
- Joaquín Balaguer (1906–2002), dominikanischer Politiker und Schriftsteller
- Joaquín Beltrán (* 1977), mexikanischer Fußballspieler
- Joaquin Bernas (1932–2021), philippinischer Jesuit und Mitglied des Verfassungsausschusses von 1986/87
- Joaquín Botero (* 1977), bolivianischer Fußballspieler
- Joaquín Caparrós (* 1955), spanischer Fußballtrainer
- Joaquín Capilla (1928–2010), mexikanischer Wasserspringer
- Joaquín Clerch (* 1965), kubanischer klassischer Gitarrist
- Joaquín Correa (* 1994), argentinischer Fußballspieler
- Joaquín Cortés (* 1969), spanischer Tänzer
- Joaquín Eguía Lis (1833–1917), mexikanischer Jurist, Hochschullehrer und erster Rektor der Universidad Nacional de México
- Joaquin Garay III (* 1968), US-amerikanischer Schauspieler
- Joaquín Gutiérrez Heras (1927–2012), mexikanischer Komponist
- Joaquín Salvador Lavado (Quino; 1932–2020), argentinischer Cartoonist
- Joaquín Lavín (* 1953), chilenischer Politiker
- Joaquín Mendoza (* 19**), mexikanischer Fußballspieler und -trainer
- Joaquín Orellana (* 1937), guatemaltekischer Komponist
- José Joaquín Pérez (1801–1889), chilenischer Politiker und Staatspräsident
- Joaquín Phoenix (* 1974), US-amerikanischer Schauspieler
- Joaquín Rodrigo (1901–1999), spanischer Komponist
- José Joaquín Rojas Gil (* 1985), spanischer Radrennfahrer
- Joaquín Sabina (* 1949), spanischer Sänger und Liedermacher
- Joaquín Sobrino (* 1982), spanischer Radrennfahrer
- Joaquín Sorolla (1863–1923), spanischer Maler und Grafiker
- Joaquín Turina (1882–1949), spanischer Komponist
- Joaquín Zavala (1835–1906), nicaraguanischer General und Staatspräsident

## Orte
- Joaquin (Texas), Ort in den Vereinigten Staaten